# Мід (округ, Південна Дакота)
Шаблон:StateAbbr_ 44°34′ пн. ш. 102°43′ зх. д. / 44.57° пн. ш. 102.71° зх. д.
Округ  Мід (англ. Meade County) — округ (графство) у штаті  Південна Дакота, США. Ідентифікатор округу 46093.

## Історія
Округ утворений 1889 року.

## Демографія
За даними перепису 2000 року загальне населення округу становило 24253 осіб, зокрема міського населення було 13199, а сільського — 11054. Серед мешканців округу чоловіків було 12258, а жінок — 11995. В окрузі було 8805 домогосподарств, 6700 родин, які мешкали в 10149 будинках. Середній розмір родини становив 3,05.
Віковий розподіл населення поданий у таблиці:
| Стать    | До 15 років | 15-21 | 22-29 | 30-39 | 40-49 | 50-65 | 65-85 | Понад 85 |
| -------- | ----------- | ----- | ----- | ----- | ----- | ----- | ----- | -------- |
| Чоловіки | 2925        | 1435  | 1381  | 1797  | 1852  | 1700  | 1056  | 112      |
| Жінки    | 2770        | 1283  | 1258  | 1827  | 1916  | 1579  | 1157  | 205      |

## Суміжні округи
- Перкінс — північ
- Зібек — схід
- Хокон - південний схід
- Пеннінґтон — південь
- Лоуренс — південний захід
- Б'ютт — північний захід

## Виноски
1. ↑  US Decennial Census. US Census Bureau. Архів оригіналу за 19 липня 2018. Процитовано 28 березня 2015.
2. ↑  Historical Census Browser. University of Virginia Library. Архів оригіналу за 11 серпня 2012. Процитовано 28 березня 2015.
3. ↑  Forstall, Richard L., ред. (27 березня 1995). Population of Counties by Decennial Census: 1900 to 1990. US Census Bureau. Архів оригіналу за 28 грудня 2008. Процитовано 28 березня 2015.
4. ↑  Census 2000 PHC-T-4. Ranking Tables for Counties: 1990 and 2000 (PDF). US Census Bureau. 2 квітня 2001. Архів оригіналу (PDF) за 18 грудня 2014. Процитовано 28 березня 2015.
5. ↑  State & County QuickFacts. Бюро перепису населення США. Архів оригіналу за 7 червня 2011. Процитовано 25 листопада 2013.(англ.) Наведено за англійською вікіпедією.
6. ↑  American FactFinder. Бюро перепису населення США. Архів оригіналу за 26 лютого 2012. Процитовано 31 січня 2008.

| США | Це незавершена стаття з географії США. Ви можете допомогти проєкту, виправивши або дописавши її. |